# Onorio di Casalvieri
Sant'Onorio  di Casalvieri fu un soldato romano, venerato come santo e martire dalla Chiesa cattolica.

## Agiografia e culto
Martirizzato, secondo la tradizione, per non aver voluto ripudiare il cristianesimo, le sue spoglie furono traslate, il 27 maggio 1747, da Roma a Casalvieri, di cui è patrono, nella chiesa dei Santi Giovanni Battista ed Evangelista.
Il suo culto ha sostituito quello di San Nicola, fino ad allora patrono della cittadina.
Si festeggia l'ultima domenica di maggio.